# زارین
زارین، روستایی از توابع بخش جبالبارز شهرستان جیرفت در استان کرمان ایران است.

## جمعیت
این روستا در شهر جبالبارز قرار دارد و براساس سرشماری مرکز آمار ایران در سال ۱۳۸۵، جمعیت آن ۸۵ نفر (۲۲خانوار) بوده‌است.
زارین تشکیل شده از چند دهستان دیگر شامل:گدار زرد،گراغان تنگان و... میباشد 
بهترین مرکبات جنوب استان کرمان در زارین به دست می آید!
از عمده محصولات زارین میتوان به مرکبات،انار و زیتون اشاره کرد
روستای زارین تشکیل شده از چند منطقه به نامهای زرین خول،کَش پتنی،اسونه میباشد